# هوخ‌ماده
هوخ‌ماده (به هلندی: Hoogmade) یک منطقهٔ مسکونی در هلند است که در کاخ ان‌براسم واقع شده‌است. هوخ‌ماده ۱٬۴۶۰ نفر جمعیت دارد.